# Turmbergbahn
| |                     |                                 |             |
| Streckenlänge: | 0,315 km            |                                 |             |
| Spurweite: | 1000 mm (Meterspur) |                                 |             |
| Maximale Neigung: | 362 ‰               |                                 |             |
| Streckengeschwindigkeit: | 7,2 km/h            |                                 |             |
| |                     |                                 |             |
| ORM-Karte\| \| 0,315 \| Bergstation \| Bergstation \| \| \| \| \| \| \| \| \| Abtsche Weiche in Streckenmitte \| \| \| \| \| \| \| \| \| 0,000 \| Talstation \| Talstation \| |                     |                                 |             |
| Kopfbahnhof Streckenanfang (Strecke außer Betrieb) | 0,315               | Bergstation                     | Bergstation |
| Strecke (außer Betrieb) |                     |                                 |             |
| |                     | Abtsche Weiche in Streckenmitte |             |
| Strecke (außer Betrieb) |                     |                                 |             |
| Kopfbahnhof Streckenende (Strecke außer Betrieb) | 0,000               | Talstation                      | Talstation  |

| Fahrweg                 | Fahrweg                           |
| ----------------------- | --------------------------------- |
| Betriebseröffnung:      | 1. Mai 1888                       |
| Betriebseinstellung:    | 29. Dezember 2024                 |
| Gleislänge:             | 315 m                             |
| Spurweite:              | 1.000 mm                          |
| Höhenunterschied:       | 100 m                             |
| max. Steigung:          | 36,2 %                            |
| Zugseil                 |                                   |
| Durchmesser:            | 26 mm                             |
| Rechnerische Bruchlast: | 43,05 t                           |
| Wagen                   |                                   |
| max. Besatzung:         | 52 Personen (davon 21 Sitzplätze) |
| Betrieb                 |                                   |
| Geschwindigkeit:        | 6,48 km/h (1,8 m/s)               |

Die Turmbergbahn (TBB) ist eine derzeit stillgelegte Standseilbahn, die im Karlsruher Stadtteil Durlach auf den Turmberg (256 m ü. NN) führt. Sie wurde am 1. Mai 1888 eröffnet und galt bis zu ihrer Betriebseinstellung am 29. Dezember 2024 als die älteste Standseilbahn Deutschlands. Betreiber waren zuletzt die Verkehrsbetriebe Karlsruhe (VBK).
Auf einer Streckenlänge von 315 Metern überwand die Bahn eine Höhendifferenz von 100 Metern bei einer maximalen Steigung von 36,2 Prozent.

## Geschichte
Die Turmbergbahn wurde am 1. Mai 1888 eröffnet. Der Antrieb erfolgte durch Schwerkraft mit Wasserballast, das heißt ein Tank im talwärts fahrenden Wagen wurde mit der erforderlichen Menge Wasser befüllt und zog den bergwärts fahrenden nach oben. Die meterspurige Strecke war, ähnlich dem Fahrweg der Nerobergbahn, ursprünglich dreischienig, nur im Bereich der Ausweiche zweigleisig. Außerdem besaß sie zusätzlich Riggenbach-Zahnstangen zur Bremsung der Fahrzeuge.
Zu Beginn des Zweiten Weltkrieges wurde der Betrieb kurzzeitig unterbrochen, jedoch bald wieder aufgenommen. Schwerwiegender waren die Beschädigungen durch Kampfhandlungen im Jahre 1945, so dass die Bahn erst im Frühjahr 1946 wieder fahren konnte.
Die Bahn wurde 1966 umfassend umgebaut. Dabei wurde der Wasserballast-Antrieb durch einen elektrischen Antrieb ersetzt, neue Wagen beschafft und die Strecke zu einer eingleisigen mit in der Mitte liegenden Abtschen Ausweiche umgebaut. Die Empfangsgebäude an der Tal- und Bergstation wurden durch Neubauten ersetzt. Mehrfach, zuletzt 2004, wurde das Antriebsseil erneuert.

## Verlängerung
Überlegungen zu einer Verlängerung der Turmbergbahn talwärts gab es schon Anfang des 20. Jahrhunderts. Schon 20 Jahre nach Eröffnung dachte man über einen Umbau vom Wasserballastantrieb auf „elektrisch“ samt Verlängerung nach. Anlass war die Verlängerung der Straßenbahn 1914 nach Durlach rein, der bis 1911 der alte Bahnhof zwischen heutiger Ernst-Friedrich- und Gritznertstraße mit ebenerdigem Bahnübergang im Weg war. Mit dem neuen Bahnhof wurde der Bahnübergang durch eine Brücke ersetzt. Aber schon 1913 nahm man aus Kostengründen vom Umbauplan vorerst wieder Abstand. Die 8 m breite Freihaltetrasse wurde trotzdem beim Bau der heutigen Bergbahnstraße berücksichtigt: 1902 wurde diese im Bebauungsplan freigehalten, ab ca. 1915 wurde die Südseite gebaut, die Nordseite nach altem Plan erst in den 1930er Jahren. Die Bahn hatte eine Betriebsgenehmigung bis zunächst zum Ende des Jahres 2019, die zunächst bis zum Ende Oktober 2022 verlängert wurde. Im Jahr 2017 gingen die VBK mit Plänen für eine Verlängerung und Modernisierung an die Öffentlichkeit. Zu diesem Zeitpunkt rechneten die VBK vor dem Hintergrund der 2019 ablaufenden Betriebserlaubnis noch mit einem Abschluss der Planungs- und Genehmigungsverfahren im Jahr 2019 und einem Baubeginn im Jahr 2020. Im April 2018 beschloss der Aufsichtsrat der VBK das Projekt. Im Oktober 2020 fällten der Ortschaftsrat Durlach und kurz danach der Karlsruher Gemeinderat die Grundsatzentscheidung zum Neubau mit Verlängerung, im Gemeinderat mit einer Mehrheit von 43 zu 4 Stimmen, entsprechend wurden immer wieder Verlängerungen der Betriebsgenehmigungen beantragt und zuletzt im halbjährlichen Abstand genehmigt bis zuletzt auf Ende 2024.
Mit der Verlängerung bis an die heutige Bundesstraße 3 und Modernisierung möchten die VBK verschiedene Probleme der Turmbergbahn angehen. Sie befand sich beispielsweise nicht mehr auf dem aktuellen Stand der Technik und die Schienen zeigten starke Ermüdungserscheinungen. Die Verlängerung ist nicht nur im Nahverkehrsplan vorgesehen, sondern soll auch die Integration in den KVV-Tarif ermöglichen. Die Pläne sehen dabei auch die Anpassung der Betriebszeiten an die Fahrzeiten der Straßenbahnlinie 1 an der dann benachbarten Straßenbahnhaltestelle „Durlach Turmberg“ vor. Die VBK möchten zudem die Kapazitäten der Bahn erhöhen, einen automatisierten Betrieb ohne Fahrer einrichten und die komplette Strecke barrierefrei gestalten.
Die VBK rechneten Anfang 2021 mit einer Förderquote nach dem Landesgemeindeverkehrsfinanzierungsgesetz von durchschnittlich 60 Prozent bei einer Gesamtsumme von 20,9 Millionen Euro. Im April 2022 beschloss der Karlsruher Gemeinderat, das Planfeststellungsverfahren einzuleiten. Im Rahmen des laufenden Planfeststellungsverfahrens erhielt die Turmbergbahn im Oktober 2022 nach Revisionsarbeiten und einer Sonderinspektion eine Verlängerung der Betriebserlaubnis bis 30. April 2023 mit der Möglichkeit weiterer Verlängerungen bis zum Ende des Jahres 2024.
Am 28. November 2022 präsentierten die Verkehrsbetriebe Karlsruhe ein konkretes Modell der neuen Turmbergbahn. Nach weiteren Verlängerungen der Betriebserlaubnis in den Jahren 2023 und 2024 stellte die Turmbergbahn ihren Betrieb schließlich am 29. Dezember 2024 ein. Im November 2024 gab das Regierungspräsidium Karlsruhe den Planfeststellungsbeschluss bekannt. Am 21. Januar 2025 beauftragte der Gemeinderat Karlsruhe die Verkehrsbetriebe Karlsruhe  mit dem Neubau der Turmbergbahn auf Grundlage des eingegangenen Planfeststellungsbeschlusses.

## Älteste Standseilbahn Deutschlands
Die Turmbergbahn war die älteste noch in Betrieb stehende Standseilbahn Deutschlands. Es gab nur zwei ältere Bahnen, die aber beide ihren Betrieb eher eingestellt haben: die 1877 eröffnete Drahtseilbahn in Zeitz und die 1887 eröffnete Malbergbahn. Allerdings befanden sich bei der Turmbergbahn weder Fahrzeuge noch Infrastruktur im Originalzustand. Die ursprüngliche Bauweise ist vergleichbar mit der zeitgleich gebauten und technisch sehr ähnlichen Nerobergbahn in Wiesbaden. Dort blieb der Wasserballastantrieb und die Form des Gleisaufbaus bis heute erhalten. Sie wurde aber fünf Monate später fertiggestellt.

## Ausflugsziel
Der Turmberg ist ein beliebtes Ausflugsziel und – bei klarer Sicht – ein geschätzter Aussichtspunkt mit Blick auf die Rheinebene, den Pfälzerwald und das Elsass. Auf dem Turmberg liegt die Sportschule Schöneck, in der sich unter anderem die Fußball-Weltmeisterschaftself von 1954 unter Sepp Herberger auf das WM-Turnier vorbereitet hat, und die Restaurants von Sören Anders.
Die Turmbergbahn war nicht barrierefrei, der Zugang erfolgte über Stufen und schmale Türen.

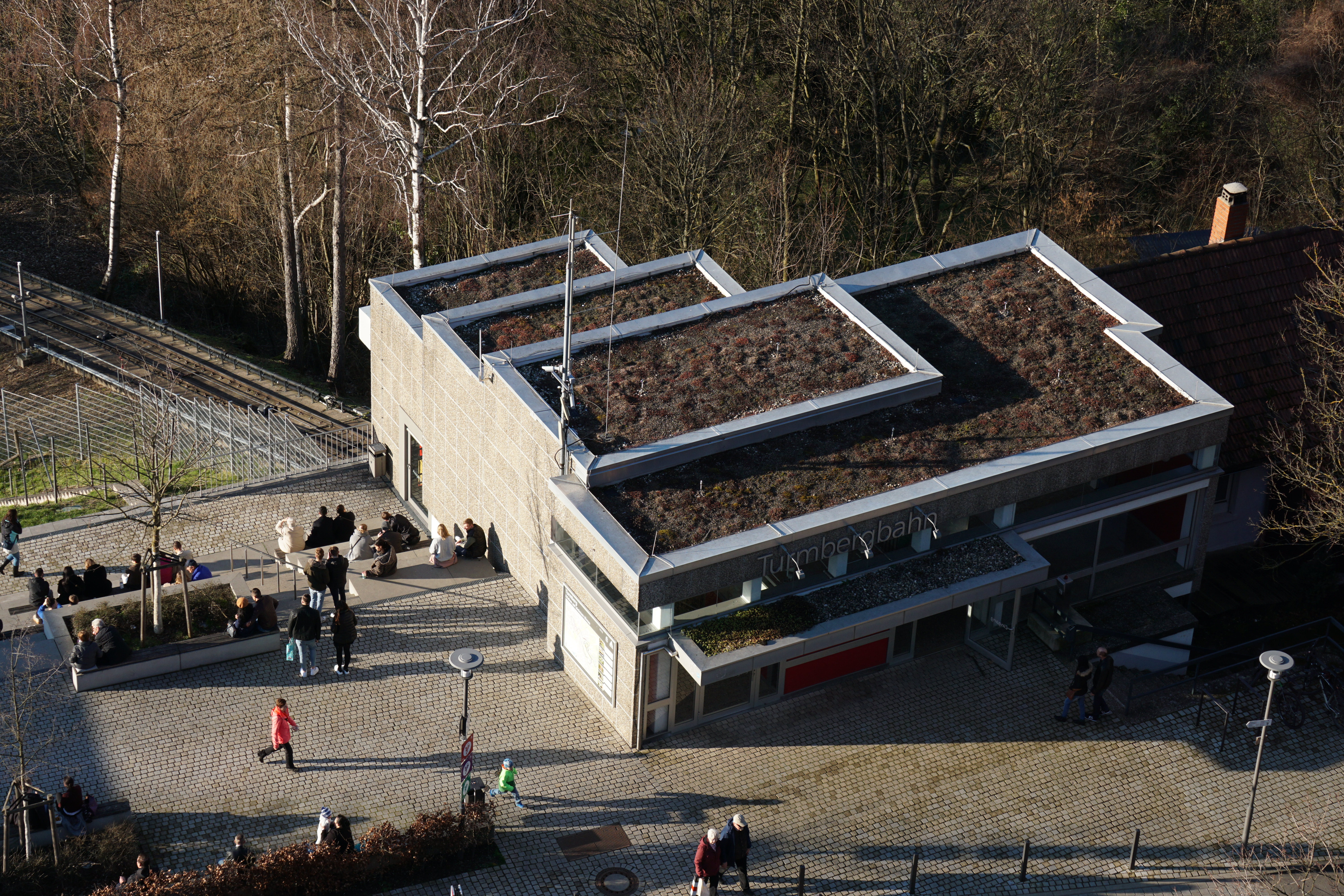
Bergstation
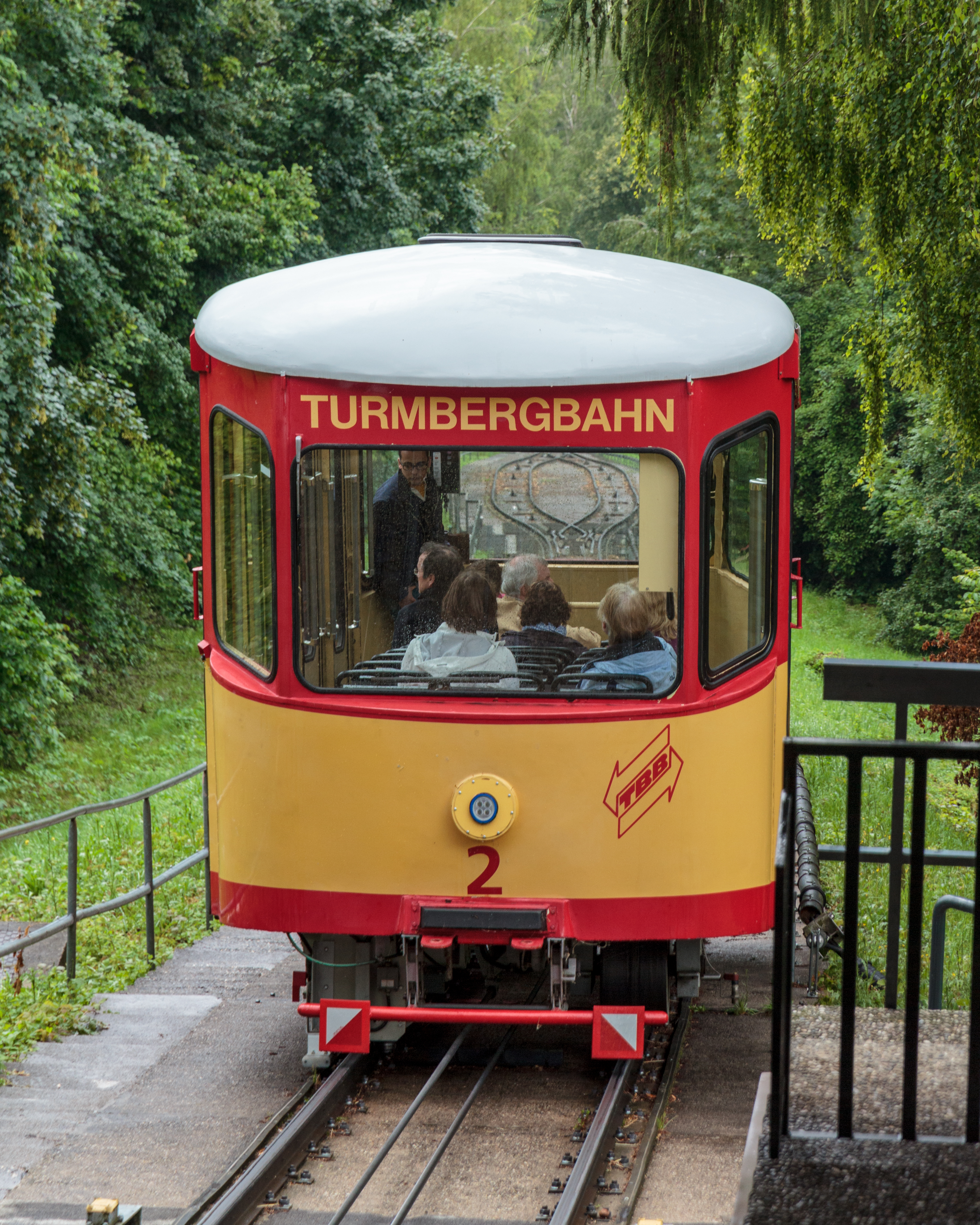
Wagen & Ausweiche
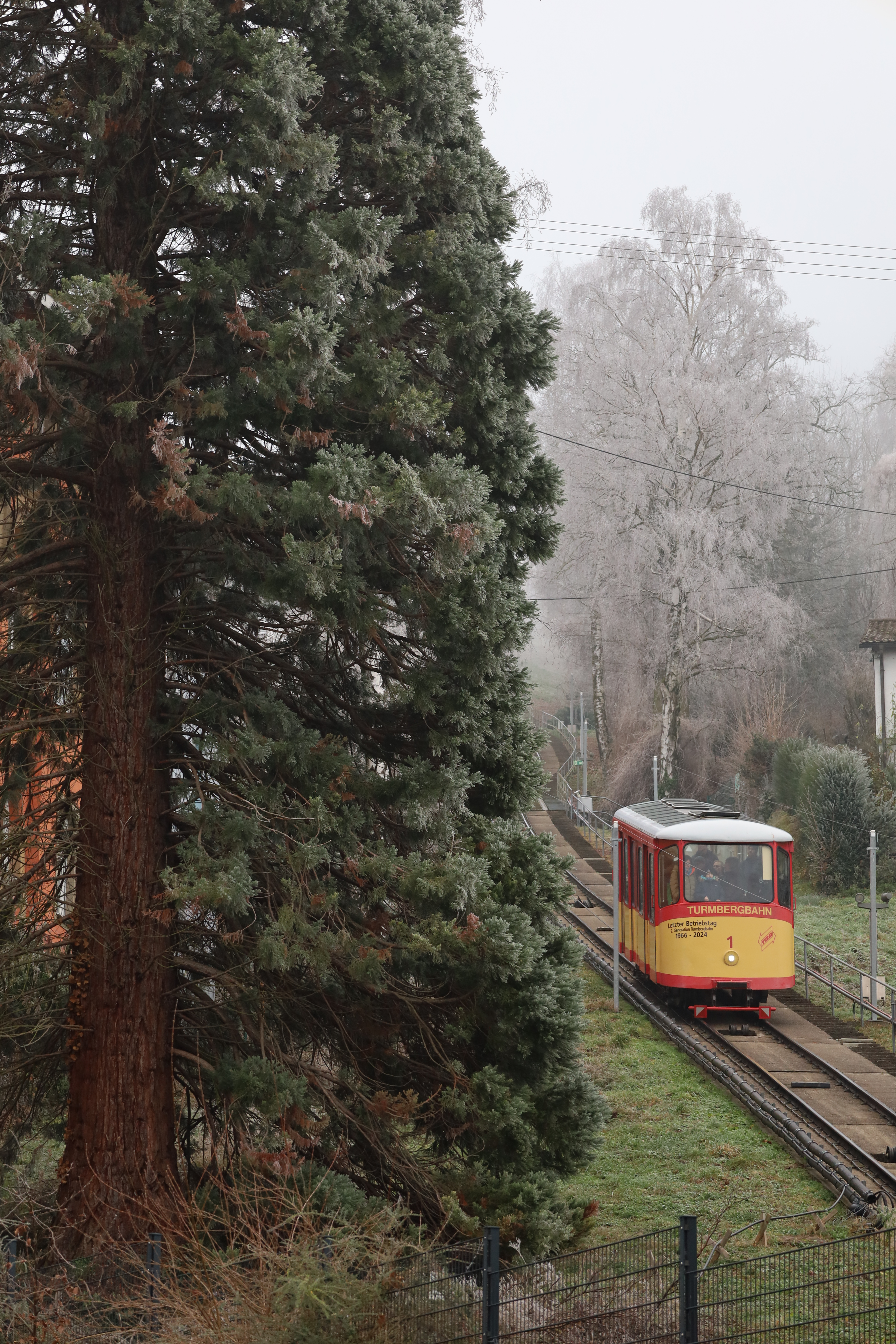
Turmbergbahn bei Nebel (2024)
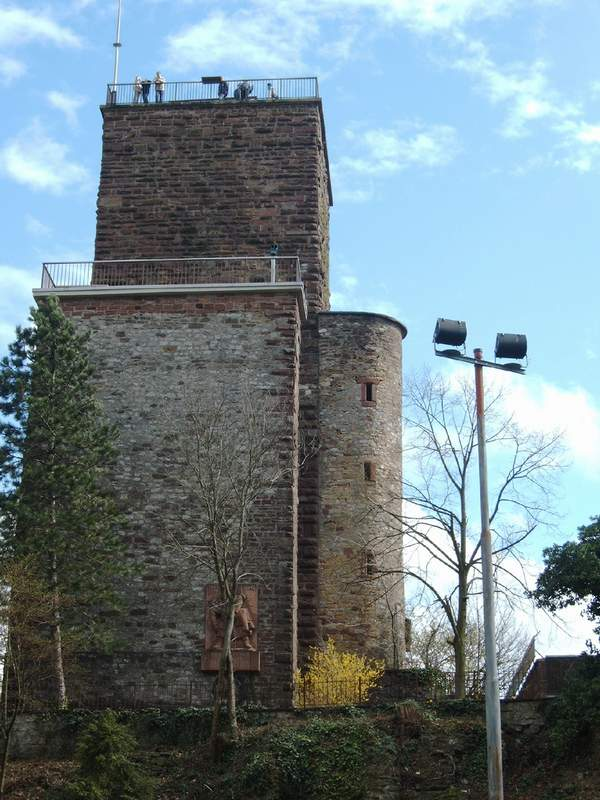
Turmbergturm
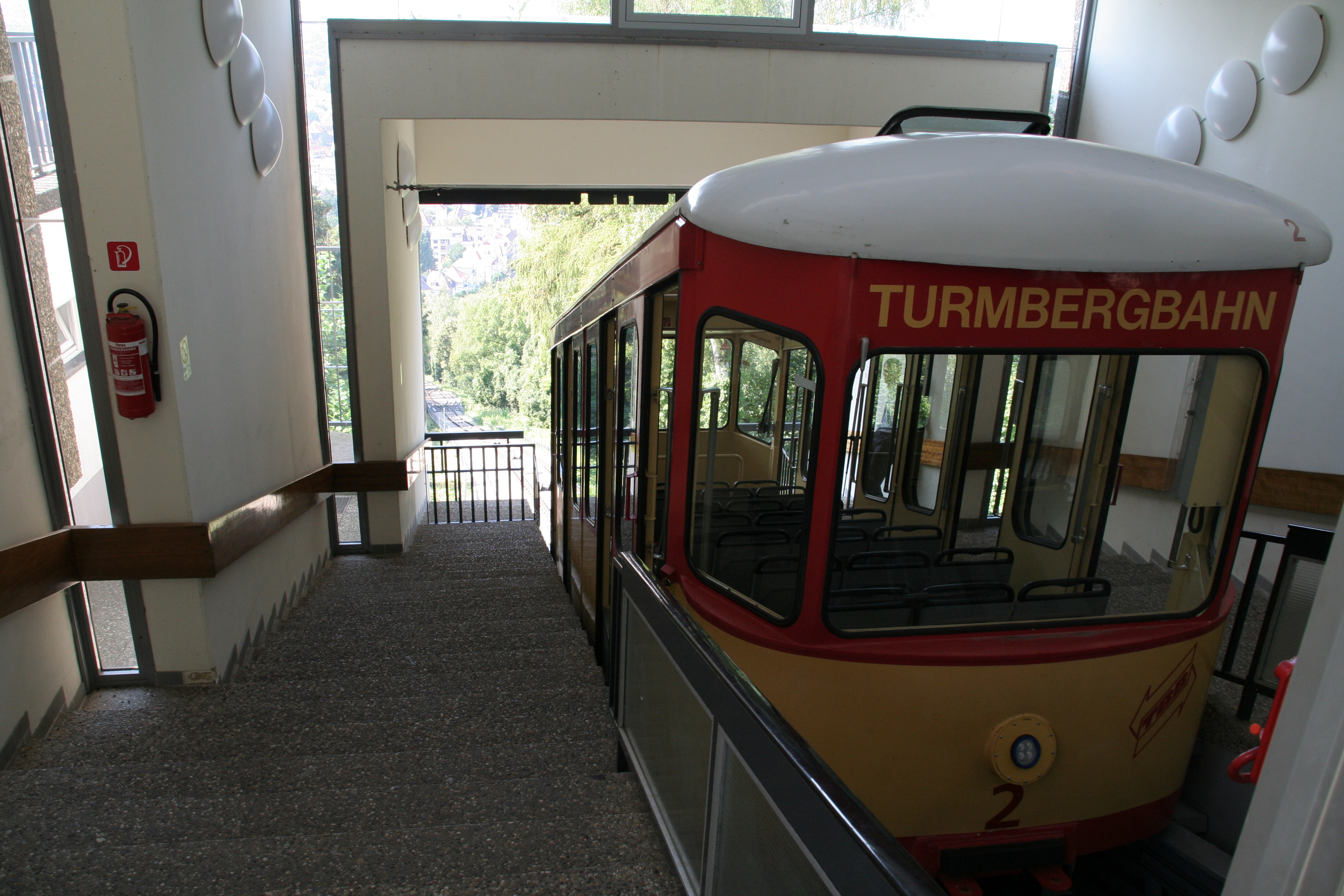
Bergstation mit Fahrzeug
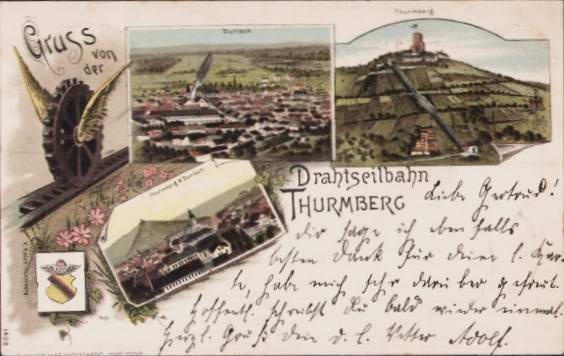
Turmbergbahn um 1900